# Krzemionka (województwo wielkopolskie)
Krzemionka – wieś w Polsce położona w województwie wielkopolskim, w powiecie kaliskim, w gminie Godziesze Wielkie.
W latach 1975–1998 miejscowość administracyjnie należała do województwa kaliskiego.
W XIX wieku Krzemionka była jeszcze porośnięta lasami, będącymi własnością dziedzica Grabowskiego, który mieszkał na terenie Woli Droszewskiej. W latach 1880–1890 dziedzic Grabowski sprzedał ziemię kilku ludziom, którzy karczowali, a później osiedlali się na tych terenach.
Krzemionkę zelektryfikowano w 1950. W 1960 pobudowano remizę strażacką, a w 1976 rolniczą spółdzielnię produkcyjną. W 1980 zbudowano sklep spożywczo-przemysłowy mieszczący się tuż obok remizy strażackiej. Drogę zbudowano 7 lat później.
W 1988 została uruchomiona linia autobusowa Kalisz – Kakawa przez Krzemionkę.